# Félix Mina
Félix Mina (Callao, 19 de julio de 1924 - 18 de setiembre de 1996) fue un centro delantero goleador con el Club Atlético Chalaco, con el cual fue campeón en el Campeonato Peruano de Fútbol de 1947, más adelante jugó para el clásico rival porteño el Sport Boys Association.

## Trayectoria
Se consolidó en Atlético Chalaco con el cual fue campeón en 1947, para luego emigrar al fútbol colombiano en la época de "El Dorado", donde solo eran contratados los futbolistas más relevantes de la época.
Luego de esta etapa retorna al Atlético Chalaco y termina su carrera en Sport Boys y Unidad Vecinal N°3.

## Clubes
| Club                   | País     | Temporada |
| ---------------------- | -------- | --------- |
| Atlético Chalaco       | Perú     | 1943-1948 |
| Independiente Medellín | Colombia | 1949-1951 |
| Atlético Chalaco       | Perú     | 1951-1953 |
| Carlos Concha          | Perú     | 1954      |
| Sport Boys             | Perú     | 1955-1957 |
| Unidad Vecinal N°3     | Perú     | 1958      |

## Palmarés

#### Campeonatos nacionales
| Título           | Club             | País | Año  |
| ---------------- | ---------------- | ---- | ---- |
| Primera División | Atlético Chalaco | Perú | 1947 |